# هم‌خون (فیلم)
هم‌خون فیلمی به کارگردانی کامران قدکچیان و نویسندگی سیروس الوند محصول سال ۱۳۵۴ است.

## خلاصه داستان
دو برادر، به نام‌های مصطفی (بهمن مفید) و مهدی (مرتضی عقیلی)، خواهرشان مریم (مستانه جزایری) را به عقد حسن (مهدی فخیم زاده) درمی‌آورند؛ اما مریم به هاشم (ذکریا هاشمی) علاقه‌مند است. او، به دروغ، می‌گوید که باکره نیست، و سپس به خانهٔ زهرا (پروین سلیمانی)، مادر هاشم، می‌گریزد. مصطفی طلاق او را از حسن می‌گیرد و در صدد قتل خواهرش برمی آید. هاشم با زن معروفه‌ای به نام پوری (شهناز تهرانی) از سفر بر می‌گردد. رفت‌وآمدهای حسن با پوری و هاشم را نسبت به هم بدگمان می‌کند. هاشم، کماکان به مریم علاقه دارد، با ضربهٔ چاقوی حسن مضروب می‌شود. حسن با رسیدن مصطفی می‌گریزد و بر اثر تصادف با اتومبیل جان می‌دهد. مهدی هاشم را به بیمارستان می‌رساند تا سرانجام، پس از بهبودی، با خواهرش ازدواج کند.

## بازیگران
- بهمن مفید
- شهناز تهرانی
- مرتضی عقیلی
- زکریا هاشمی
- مهدی فخیم زاده
- مستانه جزایری
- پروین سلیمانی
- فرهاد حمیدی